# Сикхи
Си́кхи, або сикги (пенджаб. ਸਿੱਖ, sikkh IAST) — етнорелігійна група, послідовники релігійно-реформаторського руху, який виник в Індії на території Пенджабу наприкінці XV століття.

## Історія
Засновником цього руху, що надалі отримав назву сикхізм, був індійський поет та мислитель Нанак (1469—1539). Сикхи проголошували рівність усіх людей перед єдиним богом, незалежно від касти та соціального становища, негативно ставилися до індуїстських принципів кастових відмінностей. Вони носили тюрбан, довге волосся та бороду. Усім сикгам присвоювалося почесне звання «сінґг» («лев»), яке стало складовою частиною прізвища.
Першим ґуру був Нанак. Його ідеї наслідували три ґуру, що цікавилися виключно справами релігії. Акбар Великий надав четвертому гуру місце з водоймою та Гармандир-Сагіб (золотий храм) в Амрітсарі. З цього часу це місце стало центром сикгізму.
П'ятий ґуру Арджуна Сінґг склав Ґрантх (Початкову книгу), набір висловів та гімнів, що складають священну книгу сикхів. Тогочасний правитель Індії мусульманин Джаганґір наказав піддати Арджуну Сінґга тортурам, від яких той помер.
Жорстоке поводження з ґуру спонукало сикхів взятися за зброю. При шостому ґуру Гарґобінді вони перетворюються на військове братство і починають конфліктувати з владою. Гарґобінду кинули до в'язниці. Дев'ятим ґуру був Тегх Бахадур. Правитель Індії Аурангзеб наказав йому прийняти іслам, але ґуру відмовився, за що був страчений.
Десятий гуру Говінд Сингх перетворив сикхів на потужну бойову силу. Він був останнім ґуру. Надалі влада ґуру переходить до спільноти сикхів, яка назвивається хальса (вибрані).
Після смерті імператора Аурангзеба сикхи продовжують нарощувати сили в Педжабі та невдовзі засновують свою державу на чолі з Ранджитом Сінґгом.
Сучасні сикхи живуть переважно в індійському штаті Пенджаб.

## Світлини

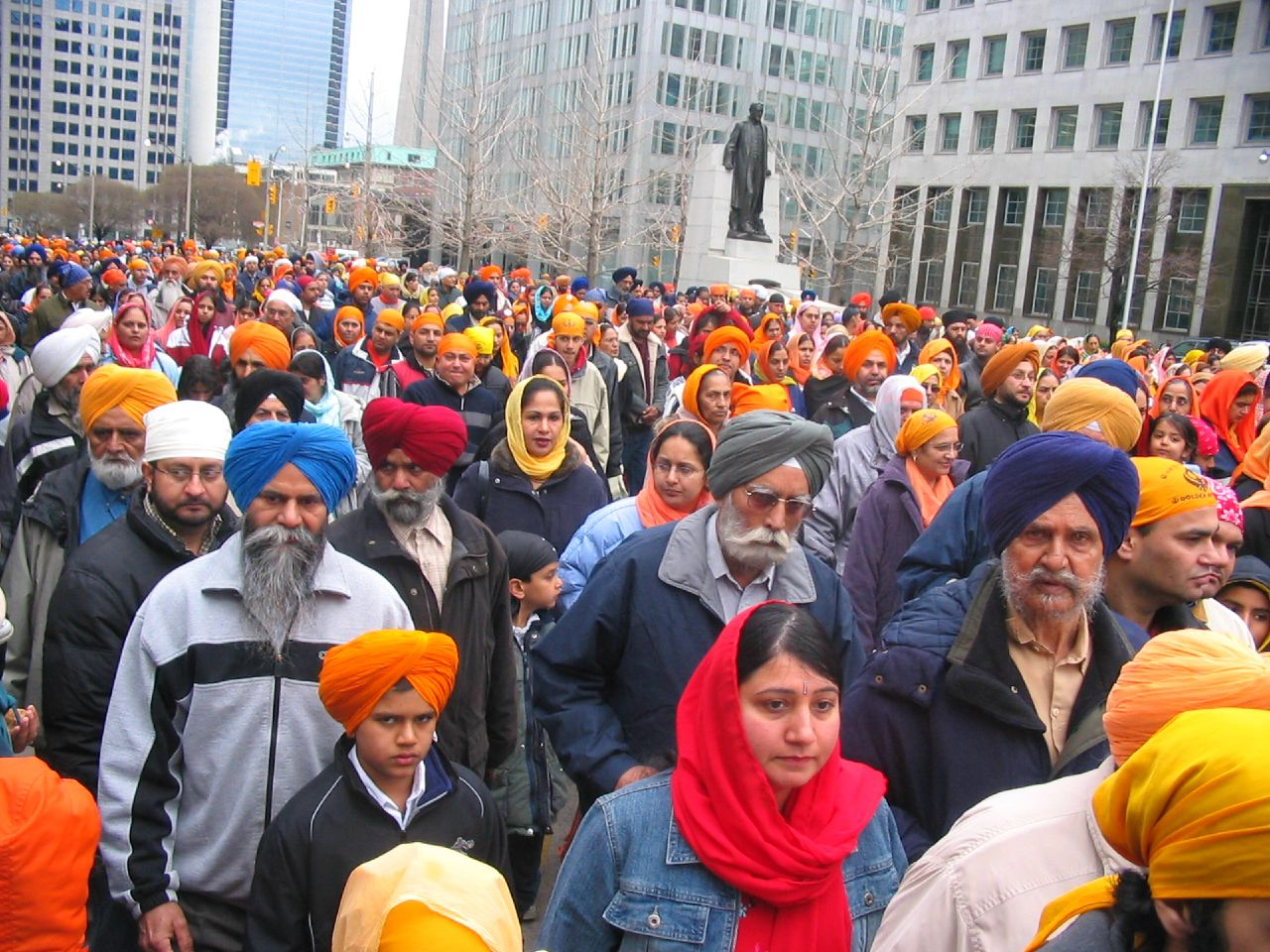
Сикхи в Торонто відзначають Вайсахі[en], свято врожаю та Нового року
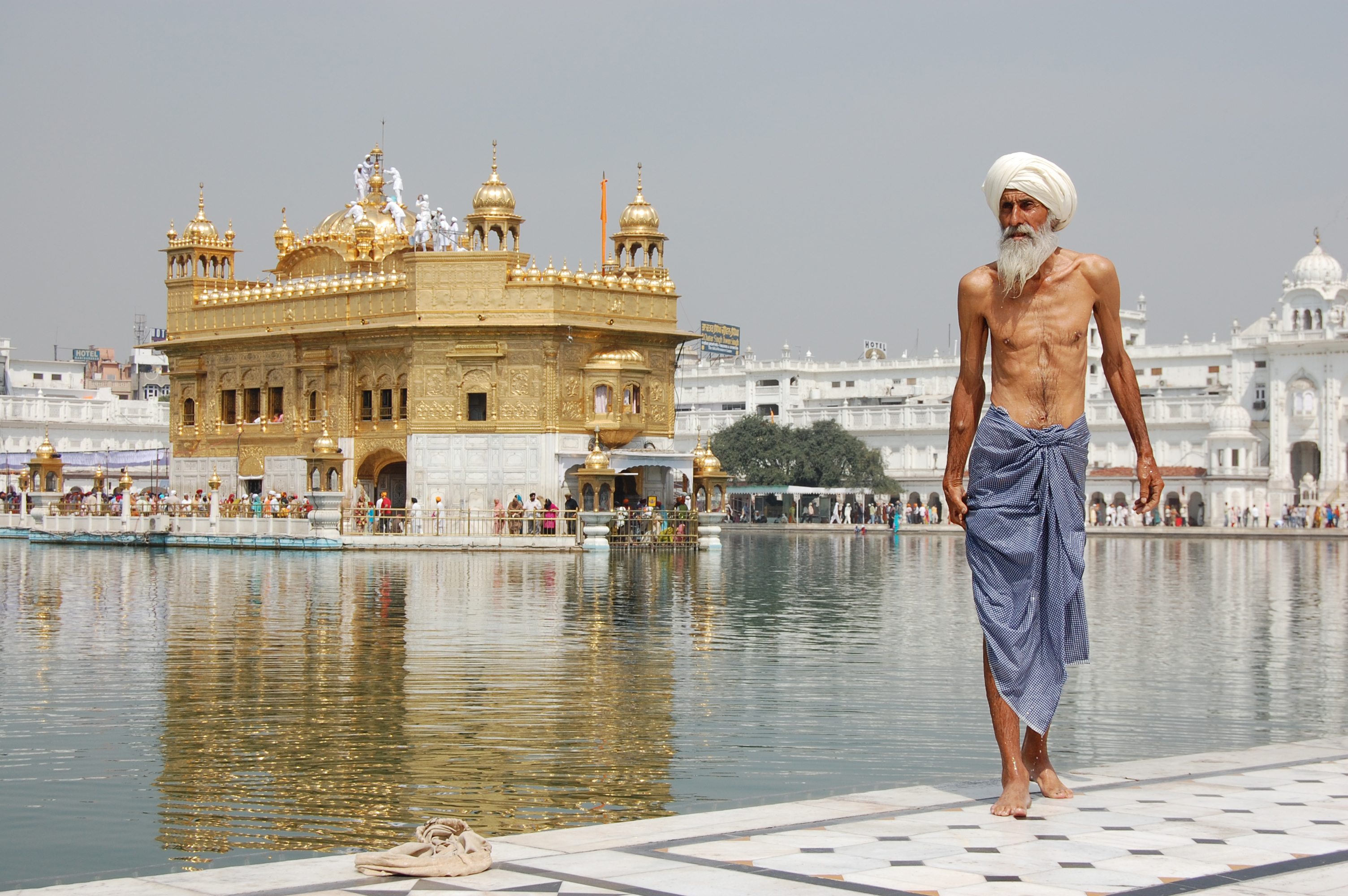
Сикх на фоні Золотого храму
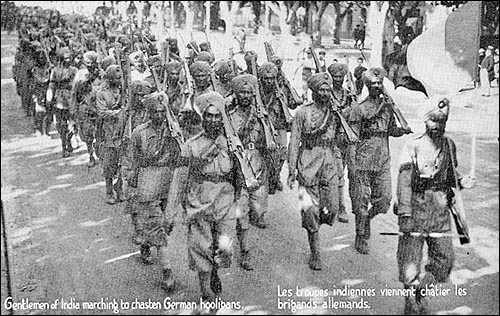
Полк сикхів у Першу світову війну
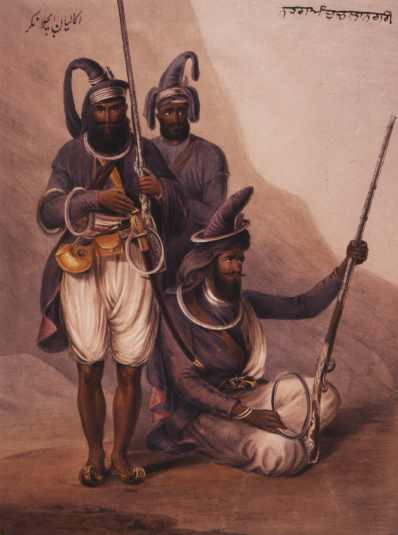
Воїни Сикхи з чакра